# Grand Prix Racing Online
Grand Prix Racing Online, llamado generalmente "GPRO", es un juego en línea simulador de Fórmula 1. Tiene alrededor de 807.463 usuarios registrados a junio de 2016, de los cuales 18.016 están activos.

## Organización
Grand Prix Racing Online fue creado por un grupo de jugadores fanáticos de los juegos en línea de F1. El juego esta libremente basado en experiencias anteriores de juegos similares, incorporando los conceptos, el conocimiento y la experiencia de juegos previos (clásicos) de F1.
GPRO se puede jugar sin el coste para el usuario individual, puesto que es gratis registrarse y conseguir un equipo. Hay también la posibilidad para pagar un importe monetario para acceder a características adicionales. Estas características no dan ventaja en el juego, sino que son simplemente algunos extras, tales como más tipos de coche o tener comentarios de la carrera.

## Ligas
GPRO se divide en cinco niveles de grupos. Aparte del grupo de Elite, dentro de cada nivel hay varios grupos que consisten en un máximo de 40 jugadores (el número de ligas puede variar según el aumento de los jugadores).
Elite - El nivel superior, el cual es un solo grupo que consiste en los mejores 40 jugadores.
Master (Maestro) - Consiste en 5 grupos.
Pro - Consiste en 25 grupos.
Amateur (Aficionado) - Consiste en 125 grupos.
Rookie (Novato) - Consiste en 416 grupos pero no todos los grupos están totalmente llenos todavía.
Los 4 primeros jugadores de cada grupo ascienden al nivel siguiente al final de cada temporada. Por consiguiente, los 16 jugadores más débiles descienden un nivel. Esto es para los ascensos de Amateur a Pro, de Pro a Master y de Master a Elite pero no de Rookie a Amateur. En este último caso sólo ascienden 3 managers por grupo.
Debido a estar limitados los lugares libres para comenzar en el juego, un jugador nuevo recién registrado debe primero pasar a través de una lista de espera antes de conseguir ingresar en un grupo. La lista de espera se actualiza después de cada carrera, cuando las cuentas no utilizadas se eliminan para hacer hueco para los nuevos jugadores.

## Idiomas
El idioma principal del GPRO y de sus foros es el inglés, pero las reglas se han traducido ya a las siguientes idiomas: albanés, búlgaro, catalán, chino, croata, holandés, estonio, finlandés, francés, alemán, griego, húngaro, italiano, japonés, letón, lituano, macedonio, polaco, portugués, rumano, ruso, eslovaco, español y turco.

## El modo de juego
Cada nuevo usuario comenzará en uno de los grupos Rookies, el más bajo del juego. Reciben $30.000.000, un conductor estándar (y bastante malo), y un coche del nivel 1 si se unen antes de la primera carrera de la temporada, si no su dinero será reducido dependiendo del número de carreras pendientes de la temporada.
El objeto del juego es ganar las carreras y conseguir ascender a un nivel más alto. Esto se puede alcanzar con un buen conductor o con un buen coche, pero generalmente se requiere una combinación equilibrada de ambos. La estrategia de la carrera y la puesta a punto del coche son también una parte importante del juego.
El sistema de puntos es el sistema oficial de puntuación de la Fórmula 1 donde los corredores en posiciones 1-8 consiguen 10-8-6-5-4-3-2-1 puntos respectivamente.
Antes de cada carrera, el jugador puede actualizar su coche y hacer algunas pruebas, si el jugador quiere. Para participar en una carrera, debe participar en la sesión de calificación. Antes de calificar, pueden poner a punto su coche durante una sesión de práctica de 8 vueltas. Después de calificar, la estrategia para la carrera puede ser confirmada. Los diversos compuestos de neumáticos y las cargas de combustible son una parte importante en la táctica de la carrera.
Después de cada carrera, los jugadores participantes reciben un premio en metálico pagado según su puesto final y su posición en la calificación. El dinero del patrocinador también será pagado, si el jugador tiene contratos del patrocinio firmados. Los sueldos del piloto y del resto del personal son pagados después de cada carrera, pero el coste más grande proviene de substituir las piezas desgastadas del coche por unas nuevas.
Manejar la economía del jugador es una de las partes más desafiantes del GPRO y los nuevos jugadores pueden encontrar muy duro al principio el permanecer en positivo.

## Pilotos, Directores Técnicos y Personal
Cada piloto tiene un total de 11 cualidades y algunas de ellas pueden ser mejoradas mediante el entrenamiento. La mayor parte de las habilidades son clasificadas entre cero y 250 y son representadas por unas barras coloreadas que se extienden del rojo al verde.
- Concentration
- Talent
- Aggressiveness
- Experience
- Technical insight (Nivel técnico)
- Stamina (Vigor)
- Charisma
- Motivation
- Reputation
- Weight (Peso)
- Age (Edad)

Estas cualidades se suman para formar una cualidad “Overall”, que define qué pilotos están disponibles para qué niveles de jugadores:
- Los jugadores en grupos Master no pueden ofrecer contratos a pilotos con Overall superior a 160
- Los jugadores en grupos Pro no pueden ofrecer contratos a pilotos con Overall superior a 135
- Los jugadores en grupos Amateur no pueden ofrecer contratos a pilotos con Overall superior a 110
- Los jugadores en grupos Rookie no pueden ofrecer contratos a pilotos con Overall superior a 85

Cada piloto tiene un sueldo, que es pagado después de cada carrera. El sueldo puede incluir las primas por terminar en podio, por ejemplo.
Los jugadores que están en los grupos Pro y superiores pueden contratar a un director técnico.
Cada Director Técnico tiene un total de 8 cualidades. La mayor parte de las habilidades son clasificadas entre cero y 250 y son representadas por unas barras coloreadas que se extienden del rojo al verde.
- Leadership
- R&D mechanics (I+D mecánica)
- R&D electronics (I+D electrónica)
- R&D aerodynamics (I+D aerodinámica)
- Pit coordination (Coordinación en boxes)
- Motivation
- Age (Edad)

Estas cualidades se suman para formar una cualidad “Overall”, que define que el director técnico está disponible para qué niveles de jugadores:
- Los jugadores en grupos Master no pueden ofrecer contratos a los directores técnicos con Overall superior a 120
- Los jugadores en grupos Pro no pueden ofrecer contratos a los directores técnicos con Overall superior a 90
- Los jugadores en grupos Rookie y Amateur no pueden contratar a directores técnicos

Cada director técnico tiene un sueldo, que es pagado después de cada carrera. El sueldo puede incluir las primas por terminar en podio, por ejemplo.
Los Pilotos y los Directores Técnicos pueden ser comprados en el mercado de pilotos. Cada jugador puede solamente tener un piloto y un coche a la vez. La compra de pilotos ocurre a través de un sistema de pujas, con mercados del pilotos ocurriendo cada lunes y jueves.
El Personal (Staff) juega un papel en diversas áreas, tales como paradas en boxes, y sus habilidades pueden ser entrenadas. Hay también diversas instalaciones a comprar, que pueden ayudar al desarrollo de las piezas del coche o en la formación del Personal, etc.

## Las Carreras
Las carreras se celebran cada martes y viernes a las 20:00 CET, durante una temporada de 17 carreras. La pantalla de la carrera es una representación gráfica de los acontecimientos que ocurrieron después de cada vuelta. La página se actualizará una vez cada dos minutos, revelando las acciones de esa vuelta. Hay también una versión de texto, más ligera, disponible para los teléfonos móviles. Las carreras pueden ser revisadas de nuevo más tarde, así que no es necesario seguir siempre las carreras en directo.

## Equipos
Los equipos en GPRO pueden ser fundados solamente por jugadores en nivel Amateur o superiores, aunque los jugadores novatos (Rookie) pueden unirse a un equipo ya fundado. Los equipos pueden consistir en hasta diez diferentes jugadores, los cuales trabajan juntos para intercambiar datos y hablan de las estrategias de cada carrera.